# Куин-Мод (залив)
Куи́н-Мод или зали́в Куи́н-Мод, устар. залив Королевы Мод (англ. Queen Maud Gulf), — залив Северного Ледовитого океана на северном побережье Канады, между полуостровами Кент и Аделейд территории Нунавут.
Залив назван в честь королевы Мод, супруги норвежского короля Хокона VII, известным полярным исследователем Роальдом Амундсеном в 1905 году.
В 2014 году научная экспедиция обнаружила в заливе на небольшой глубине один из двух пропавших кораблей Д. Франклина — «Эребус».

## География
Залив Куин-Мод расположен на территории Нунавута. С севера закрыт от Северного Ледовитого океана крупными островами Виктория (с северо-запада) и Кинг-Вильям (с северо-востока), а также островами Дженни-Линд и Ройал-Джиографикал-Сосайети (с севера). Залив соединяется на востоке с проливом Симпсон, на севере — с проливом Виктория, на востоке — с проливом Дис. В западной части залива лежит остров Мелборн, а вдоль всего побережья залива разбросаны бесчисленные мелкие острова. Множество бухт — Кэмпбелл, Лабиринт (Labyrinth Bay), Джернон (Gernon Bay), Мак-Лафлин (McLoughlin Bay), Уилмот-энд-Гремптон (Wilmot and Grampton Bay) и другие.
Длина залива равна 72 км, глубины — от 30 до 210 метров. Весь год покрыт льдами, свободен от них лишь чуть больше месяца (конец июля — август). Приливы от 0,3 до 0,9 метра. Берега пологие, низкие. Растительность тундровая. В залив впадают многочисленные реки, самые крупные из которых — Армарк, берущая начало в одноимённом озере, Перри, берущая начало в озере Мак-Алпайн и Эллис. В прибрежной области находится огромное число мелководных озёр и водоёмов. Залив входит в одноимённую экосистему вместе с водами прилегающих проливов и заливов.

## Заповедник перелётных птиц залива Куин-Мод
Часть залива Куин-Мод, а также часть его побережья вошли в состав Заповедника перелётных птиц залива Куин-Мод (Queen Maud Gulf Migratory Bird Sanctuary). Заповедник был создан в 1961 согласно положений Акта об охране перелётных птиц 1917 года и Рамсарской конвенции. Это наибольший заповедник за Полярным кругом, находящийся в федеральной собственности и второй по величине заповедник в мире, созданный согласно Рамсарской конвенции. Площадь заповедника составляет 61 765 км², из которых 6710 км² — воды залива и 55 055 км² — суша.
В 1982 году в заповеднике гнездилось 450 000 гусей, в том числе большая часть всех гусей Росса в мире. Заповедник является одним из лидеров по концентрации гусей на Земле.